# La Trappe
|  | Per a altres significats, vegeu «La Trappe (cervesa)». |

la Trappe (anomenada fins a principis del segle XX la Grande-Trappe i formalment Notre-Dame de la Trappe) és un monestir actiu, al terme de Soligny-la-Trappe (Orne, França). Nascut al segle XI dins de l'efímera congregació de Savigny, s'uní a l'orde cistercenc com la seva abadia mare el 1147. Fou catalogada com a monument nacional el 1975.
L'abadia de La Trappe s'enfrontà, com la majoria dels establiments monàstics en general, i els establiments cistercencs en particular, amb un descens del fervor monàstic als s. XVI-XVII. Fou restablert el 1660, després d'una lectura més estricta de la regla. Aquesta reforma, duta a terme per l'abat Armand Jean Le Bouthillier de Rancé, s'anomenava originàriament de l'“estreta observació”, més tard de l'“estricta observança”, més comunament anomenat “trapenca” en homenatge a l'abadia primigènia.
Clausurada com la resta d'establiments monàstics durant la Revolució Francesa, La Trappe veié exiliar-se a l'abat Augustin de Lestrange amb uns quants monjos. Tornant el 1814, fundaren l'orde del Cister de " Estricta observança » a La Trappe.
L'any 1898, amb la restauració de l'abadia original de l'orde del Cister, Cîteaux, l'abadia de La Trappe deixà d'encapçalar l'orde al que havia donat nom.

## Toponímia i situació
L'abadia de la Trappe és al curs de l'Itonne, petit afluent a la riba dreta de l'Iton, al peu del vessant occidental del petit altiplà sobre el que s'estén el bosc nacional de Perche i La Trappe, al municipi de Soligny-la-Trappe. Limita a l'est i al sud amb els estanys excavats pels monjos (d'aigües amunt a avall: estanys «Robin», «Dosser», de Chaumont i «de Rancé»). A diferència de la prototípica orientació cap a l'est de les esglésies, aquesta està orientada al nord-est gairebé seixanta graus.
El nom de «Trappe» ha rebut diverses explicacions etimològiques, que poden complementar-se. D'acord a una etimologia llatina, el nom prové de Trapa natans, el nom llatí de la castanya d'aigua. Tanmateix, aquesta planta no és present a Perche. Una etimologia celta apropa aquest terme a l'irlandès treabh («família», «clan», de la mateixa arrel indoeuropea que el llatí tribus). Aquesta hipòtesi pressuposa un assentament humà anterior al dels monjos, cosa que no s'ha pogut constatar: als cistercencs, i La Trappe no n'és una excepció, els hi agradava ocupar llocs deserts que, fins a la seva arribada, eren inhabitables.  L'etimologia germànica és, doncs, la més probable, doncs Trappe es relaciona amb l'alemany Treppe «escala, graó» ) que donà el mot comú en francès de trappe (trampa, emboscada). Seria, doncs, o pel relleu (poc marcat), o bé per les pràctiques de caça furtiva al bosc, que La Trappe prengués aquest nom.

## Fundació de Savigny i integració a l'orde del Cister
El 25 novembre 1120 la Nau Blanca naufragà, enduent-se amb ella notables nobles normands, entre ells Mathilde de Perche, filla bastarda del rei anglès Enric I. En record d'aquest naufragi, el seu marit, el comte Rotrou  feu construir un oratori a Soligny l'any 1122.
Uns anys més tard volgué que s'hi establis un monestir per a què els monjos poguessin pregar pel repòs de l'ànima de la seva dona. Els monjos que vingueren a construir l'abadia provenien de l'abadia normanda de Breuil-Benoît , la més jove de la Congregació de Savigny. S'instal·laren al costat de l'oratori el 10 de setembre del 1140.
Una butlla d'Eugeni III confirmà la carta de fundació de L'abadia el juny del 1147.

Com tota la congregació de Savigny s'uní al Cister el 1147.

## A l'edat mitjana
L'abadia prosperà sota el domini anglonormand: rebé les primeres donacions durant l'abadiat d'Albolde, a Moulins-la-Marche, Mélicourt, Ballon al bosc de Breteuil. El període de major riquesa espiritual i material de l'abadia fou durant l'abadiat d'Adam Gautier, el tercer abat. Sota el seu abadiat s'acabà la construcció de l'església abacial que fou consagrada el 27 d'abril del 1214. Com la gran majoria de les abadies cistercenques (almenys a França) està dedicada a Notre-Dame.
Segons Leopold Janauschek l'abadia de La Trappe no fundà una abadia filla abans del 1790. Aquest només tenia en compte les abadies masculines, ja que l'abadia fundà un establiment cistercenc femení, l'abadia de Clairets, al municipi de Mâle, el 3 d'octubre del 1215.
Quan esclatà la Guerra dels Cent Anys l'abadia patí moltes destruccions. Durant dos anys, durant l'abadiat de Martin, per tant cap al 1360, els monjos es veieren abocats a abandonar el seu monestir i refugiar-se al castell de Bonsmoulins. El següent abat l'abadia cremà i quedà pràcticament destruïda llevat de l'església i la sala capitular. Aleshores només quedaven una quinzena de monjos. Es reconstruí, però l'abadia novament fou saquejada el 1434  i el 1469.
Llista dels abats religiosos de La Trappe
- Albolde (1146 -1173)[20]
- Gervais-Lambert (de 1173 -1189)[21]
- Adam Gautier (del 1189 a 1236 o 1243)[22]
- Jean Herbert (del 1236 o 1243 al 1276)[23]
- Guillaume (de 1276 a 1279)[24]
- Robert (1279 -1297)[25]
- Nicolas (1297 -1310)[26]
- Richard (1310 -1317)[27]
- Robert (1317 -1346)[28]
- Michel (1346 -1347)[16]
- Martin (1347 -1376)[16]
- Richard (1376 -1382)[17]
- Jean-Olivier Parisy (de 1382 a principis del s. XIV)[29]
- Guillaume (atestat vers 1403 i el 1413) [30]
- Jean (atestat en 1417)[18]
- Vacant probable jusqu'en 1458[18]
- Robert Lavolle (1458 -1476)[19]
- Henri Hoart (1476 -1520)[31]
- Robert Ravey (de 1520 a 4 d'abril del 1527)[32]
- Julien des Noës (del 4 d'abril del 1527 fins a l'endemà)[33]

## Decadència i renaixement durant l'absolutisme
El 5 d'abril del 1527 el rei Francesc I, en virtut del Concordat de Bolonya, imposà als religiosos, contra la seva voluntat, el règim de in commendam. A partir d'ara, l'abat ja no fou un religiós sinó una persona de fora de l'abadia, al principi un eclesiàstic, més tard un noble sense activitat religiosa.  Els cistercencs de La Trappe intentaren tornar a l'elecció d'un abat regular el 1548, elegint ells mateixos un abat, acte que fou revocat l'endemà pel rei.
El primer abat comendatari, Jean du Bellay, governà almenys sis abadies alhora: la de La Trappe, la d'Écharlis,la de Pontigny, la de Fontaine-Daniel, la de Tiron i la de Breteuil.
Llista d'abats comendataris de La Trappe a Rancé
- Jean du Bellay (del 5 d'abril del 1527 al 1538)[35]
- Martin Hennequin de Savières de Blines (de 1538 al 21 de gener del 1548)[38]
- François Rousserie (du 21 gener 1548 au lendemain)[39]
- Alexandre Goevrot (du 22 gener 1548}} à 1555)[40]
- Denis de Brédevent (1555 -1573)[41]
- Jean Bartha (élu en 1573)[41]
- Michel de Seurre (jusqu'en 1582)[42]
- Jacques Le Fendeur (escollit el 1582)[42]
- Denis Hurault de Vibraye (data desconeguda)[42]
- Nicolas Bourgeois (fins al 1635)[43]
- Antoine Séguier de Drancy (1635 i 1636)[43]
- Dominique Séguier d’Autry (nebot de l'anterior, de 1636 al 1641)[44]
- Victor Bouthillier de Chavigny (1641 -1656)[45]
- François Le Bouthillier de Rancé (neveu du précédent, de 1656 à 1660)[45]

## La reforma de Rancé

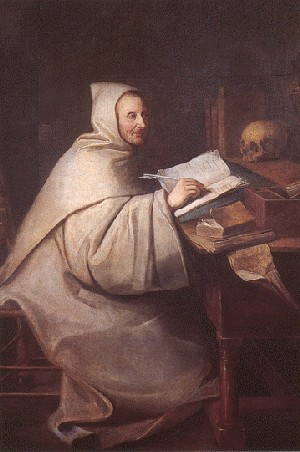
Armand Jean Le Bouthillier de Rancé

Armand Jean Le Bouthillier de Rancé, abat comendatari, rebé l'abadia del seu oncle el 1637, que ell mateix l'havia rebut d'un parent.  També posseí la comanda de moltes altres abadies i priorats. Un cop convertits, els repartí per quedar-se només amb el Trappe. Anant-hi l'any 1660, només trobà a l'abadia set monjos, les activitats dels quals ja no tenien res a veure amb la pregària. Rancé els dóna l'opció de quedar-se i reformar-se, o marxar. Per substituir-los, dugué sis monjos de l'abadia de Perseigne i demanà consell a dos abats que havien optat per la reforma de l'«estricta observança» (contractats per l'abadia de Charmoye), els de Barbery i Prières.
El 1664 Rancé esdevingué abat regular de La Trappe després del seu noviciat a l'abadia de Perseigne per tal de prendre la via religiosa. La introducció de la reforma dugué moltes vocacions a l'abadia, tant de religiosos farts de la manca de pietat a la seva abadia com de nous conversos atrets pel retorn als valors inicials del monaquisme.
Durant el seu abadiat s'oposà a Claude Vaussin i després a Jean Petit, abats de Cîteaux partidaris de suavitzar la regla, fet que provocà nombrosos viatges a París i Roma. Allà conegué molts altres abats, alguns convençuts per la seva reforma, altres oposats. L'abat de Tamié fou un d'aquests darrers; un dels seus monjos, François Cornuty, arribà a La Trappe. Al cap d'uns anys, Rancé l'envià a predicar la reforma a Foucarmont.
Els partidaris de l'observança comuna van guanyar el seu cas amb Lluis XIV. Argumentaren a partir del fet provat que cap abadia situada en altres països (especialment a Alemanya) seguien l'observança estricta, i per tant que una millor representació d'aquesta última dins l'orde del Cister seria considerada com l'exclusió de facto dels abats no francesos. No obstant això, el rei volia que fossin presents al consell cistercenc, perquè així podia influir-hi. Aquests abats eren figures poderoses als països de l'Europa central, amb els quals es trobava regularment en guerra o almenys en conflicte diplomàtic
La Trappe seguí sent, doncs, l'únic que practicava la reforma. L'abat de Tamié, François-Nicolas de la Forest de Somont, inicialment hostil a la reforma trapenca, anà a La Trappe. Sorprès pel que hi descobrí, acceptà els arguments de Rancé i implementà la reforma a la seva abadia. A més, Lluís XIV autoritzà L'abadia, després de la mort de Rancé (27 d'octubre del 1700), a romandre com a regulars, amb un abat religiós, elegit pels monjos, no comendatari.
El 1705 la reforma havia permès prou l'afluència de noves vocacions per a què el nou abat, Jacques de la Court, acceptés la fundació d'un monestir trapenc a Itàlia, a L'abadia de San Bartolomeo di Buonsollazzo, cistercenc, en plena decadència a causa de l’in commendam. Divuit monjos marxaren el 19 de gener d'aquest any : en cinquanta anys, el monestir italià cresqué fins als cinquanta religiosos.
Uns cinquanta anys més tard, l'any 1767, el monestir fou abordat pel jove Benoît-Joseph Labre, que no fou admès com a germà a causa de la seva edat. Davant de nous rebuigs, escollí el camí de l'erràtic que el feu famós. Entre 1714 i 1790, La Trappe acollí un total de tres-centes professions (la majoria germans laics).
Llista d'abats regulars des de la Reforma a la Revolució
- Armand Jean Le Bouthillier de Rancé (nebot de l'anterior, 1660 -1696)[45]
- Zozime Pierre Foisil (de gener al 3 mars 1696)[56]
- François Armand Gervaise (du 29 mars 1696 à 1698)[57]
- Jacques de La Court (du 7 décembre 1698 à 1713)[58]
- Isidore-Maximilien d’Ennetières (de 1714 à 1727)[59]
- François Auguste Gouche (de 1727 à 1734)[60]
- Zozime Hurel (de 1735 à 1747)[60]
- Malachie Brun (de 1747 à 1766)[61]
- Théodore Chambon (de 1766 à 1783)[62]
- Pierre Olivier (de 1783 à 1790)[55]

Fou durant l'abadiat de François Armand Gervaise que Dom Pierre Lenain, sotsprior, escrigué els seus Assajos sobre la història de l'orde de Cîteaux en nou volums entre 1696 a 1697.

## Període revolucionari i exili
La llei del 13 de febrer del 1790 prohibia els vots monàstics. No obstant això, els novells continuaven acudint a La Trappe, fins a tres en un dia aquell mateix any. El mestre de novells, Augustin de Lestrange, s'enfrontà a l'opció de rebutjar totes les noves vocacions per tal de complir la llei o, contra el consell del seu superior, de fugir. Escollí Suïssa per a preservar l'esperit monàstic. La llei del 4 desembre 1790, que prohibia tots els ordes religiosos, l'empenyé a marxar, amb el vistiplau de l'abat de Cîteaux. El Senat de Friburg només l'autoritzà a portar vint-i-quatre germans (un nombre posteriorment reduït a vint-i-un), que s'instal·laren amb ell l'abril de 1791 a la Cartoixa de La Valsainte, buida des de l'expulsió de les cartoixans el 1778.
Aquest establiment experimentà molts contratemps, inclosa una epidèmia que occí molts monjos el 1795. Es coronà amb l'èxit, fins al punt, d'una banda, de fundar abadies filles a Santa Susanna a la Franja, prop de Saragossa, a Westmalle, als Països Baixos, a Lulworth a Anglaterra, i, d'altra banda, que Lestrange establí un altre refugi per a les germanes trapenques. Aquest últim s'establí a Saint-Brancher, al Valais, a l'actual Suïssa. La regla trapenca fou proposada a les dones, amb Lestrange planejant suavitzar-la on es considerava massa dura. Totes les dones l'acceptaren i fins i tot tendien a endurir-la, cosa que el dugué a donar definitivament la mateixa regla a les dones que als homes. La Valsainte fou erigida com a abadia per Pius VII el 30 de setembre del 1794.
Mentrestant, el monestir de La Trappe, que havia esdevingut propietat nacional, fou posat a la venda. L'església, el claustre i la sala capitular foren destruïts. Tots els materials, pedres, la fusta dels tirants i rajoles, es vengueren als veïns dels voltants. Els arbres alts, preservats pels monjos de la tala regular per tal de servir de fusta, també foren talats Diversos monjos foren guillotinats, altres foren empresonats, de vegades atroçment en vaixells als molls o pontons, o bé deportats a la Guaiana.
La invasió i l'ocupació completa de Suïssa per part de les tropes franceses el 1797 obligà a Lestrange a triar un altre establiment per a La Trappe. Trià Rússia com el país més allunyat possible de França. Evacuà primer les dones del Valais a Constança (Alemanya), i després els homes. El seu camí d'exili passa per Alemanya, Àustria, Polònia, fins a arribar a Terespol, llavors sota domini rus. Els trapencs s'instal·laren a l'abadia Wistytschy (a l'actual Bielorússia), fundada l'any 1675, l'abat de la qual havia estat mort pels russos, i que aleshores només tenia sis monjos i dos novicis.
L'any 1800, expulsats pel tsar, els monjos arribaren a Alemanya, establint-se a l'antic monestir cistercenc de Kleinburlo o « Darfeld ", que serví de base per al efímeres fundacions als Estats Units durant el Primer Imperi Francès. Altres tornaren a Valsainte, entre ells Lestrange. Hagué de fugir de Napoleó el 1811, un nou exili que el dugué a Alemanya, Suècia, Anglaterra i els Estats Units.

## La refundació trapenca
El 1814 la Primera Restauració marcà el retorn dels trapencs. Aquests s'havien dividit. Alguns seguien la regla instituïda per Lestrange a Valsainte : s'instal·laren a La Trappe, Bellefontaine, Aiguebelle i Melleray. Altres (çó és la de Darfeld) només reconegueren la regla de Rancé aplicada al peu de la lletra: es troben a Gard, Port-du-Salut, Oelenberg i Westmalle. Els monestirs femenins creats foren els de La Coudre, Oelenberg (mesclat fins a la creació d'Altbronn), Gardes i Vaise.
Al mateix Trappe, a Soligny, arran d'un conflicte entre Lestrange i el bisbe local, la vida monàstica temporalment es feu impossible, havent-se d'exiliar la comunitat Bellefontaine i tornant a Soligny el 1827, després de la mort de l'abat.
Llista d'abats després del 1814
- Augustin de Lestrange (1815 -1827)
- Joseph-Pierre-Marie Hercelin (1827 -1855)
- Timothée Gruyer (1855 -1881)
- Étienne Salasc (1881 -1892)
- Vacant entre 1892 i 1912
- Bernard-François-Louis Chevalier (1912 -1924)
- Jean-Marie Clerc (1924 -1940)
- Raymond Praneuf (1940 -1944)
- Vacant entre 1944 i 1945
- Étienne Chenevière (1945 -1949)
- Eugène Delamare (1949 -1965)
- Gérard Guérout (1965 -1975)
- Vacant entre 1975 i 1976
- Gérard Dubois (1976 à 2003)
- Guerric Reitz-Séjotte (2003 -2019)
- Thomas Georgeon (superior després del desembre del 2019, elegit abat el gener del 2021)